# Habrotrocha modesta
Habrotrocha modesta är en hjuldjursart som beskrevs av Bartos 1963. Habrotrocha modesta ingår i släktet Habrotrocha och familjen Habrotrochidae. Inga underarter finns listade i Catalogue of Life.